# Efrem Flaks
Efrem Borisovitch Flaks (15 janvier 1909 – 17 décembre 1982) était un chanteur soviétique (basse). Fait Artiste méritoire de la RSFSR en 1960, il est diplômé du Conservatoire de Leningrad (classe vocale) en 1936, et travaille de 1939 à 1942 et de 1950 à 1970 comme soliste à la Philharmonie de Leningrad, et de 1943 à 1950 à la Radio de Leningrad. Il a été l'interprète original de nombreuses chansons des compositeurs Vassili Soloviov-Sedoï, Matveï Blanter, Boris Mokroussov, etc..

## Biographie
Efrem Flaks, né en 1909 à Saint-Pétersbourg dans une famille juive modeste, est le plus jeune de neuf enfants. Orphelin de père à trois ans, il passe une partie de son enfance dans un orphelinat après que sa mère, accablée par les difficultés, déménage à Atkarsk avant de revenir à Pétrograd. Très jeune, il travaille comme mineur dans le Donbass, puis comme chauffeur, terrassier ou encore conducteur de fiacre à Moscou et Leningrad. Passionné de chant, il se présente à l’examen d’entrée du Rabfak (cours préparatoire ouvrier) du Conservatoire de Leningrad, où il est admis uniquement grâce à ses talents vocaux. Formé par de grands professeurs, il entame sa carrière musicale en chantant pour le music-hall de Leningrad et le jazz d’Alexander Tsfasman. Diplômé avec mention en 1936, il enseigne ensuite au conservatoire et devient soliste de la Philharmonie de Leningrad, poste qu’il occupe pendant 35 ans. Pendant la Seconde Guerre mondiale, il rejoint l’armée et chante dans l’ensemble du front du Nord-Ouest. Il est le premier interprète de nombreuses chansons soviétiques, collaborant avec des compositeurs comme Sviridov ou Soloviov-Sedoï. Également professeur entre 1947 et 1968, il est nommé Artiste émérite de la RSFSR en 1960. Il meurt à Leningrad en 1982 et repose au cimetière juif de la ville.